# Una contribución a la crítica de la economía política
Una contribución a la crítica de la economía política (en alemán: Zur Kritik der politischen Ökonomie; conocido en español como la Crítica) es un libro de Karl Marx publicado en 1859. La obra es principalmente un análisis del capitalismo una crítica de la economía política lograda a través de la crítica de los escritos de los máximos exponentes teóricos de la economía en ese momento, hoy en día conocidos como los economistas clásicos; Adam Smith (1723-1790) y David Ricardo (1772-1823) son los principales representantes de esta escuela.

## Contenido
Una buena parte de la Crítica fue luego incorporada por el autor en su obra maestra: El capital, Volumen I (1867). A partir de entonces, la Crítica fue generalmente considerada como una obra secundaria, con excepción de su prólogo. El prólogo contiene la primera relación de una de las principales teorías de Marx: la interpretación materialista de la historia y la dicotomía entre infraestructura y superestructura. Brevemente, se trata de la idea de que los factores económicos —el modo en que los seres humanos producen para satisfacer sus necesidades— condicionan la política y la ideología de una sociedad. Dicha concepción materialista de la historia dio origen a lo que llegó a llamarse como materialismo histórico.

[E]n la producción social de su vida los hombres establecen determinadas relaciones necesarias e independientes de su voluntad, relaciones de producción que corresponden a una fase determinada de desarrollo de sus fuerzas productivas materiales. El conjunto de estas relaciones de producción forma la estructura económica de la sociedad, la base real sobre la que se levanta la superestructura jurídica y política y a la que corresponden determinadas formas de conciencia social. El modo de producción de la vida material condiciona el proceso de la vida social política y espiritual en general. No es la conciencia del hombre la que determina su ser sino, por el contrario, el ser social es lo que determina su conciencia.
Karl Marx, Prólogo a la Contribución a la crítica de la economía política (1859)

Marcello Musto enfatiza este punto: "Incluso la conocida tesis en el Prefacio a Una contribución a la crítica de la economía política... no debe interpretarse en un sentido determinista; debe distinguirse claramente de la lectura estrecha y predecible del 'marxismo-leninismo', en el que los fenómenos superestructurales de la sociedad son simplemente un reflejo de la existencia material de los seres humanos".